# Dictyna fluminensis
Dictyna fluminensis là một loài nhện trong họ Dictynidae.
Loài này thuộc chi Dictyna. Dictyna fluminensis được Cândido Firmino de Mello-Leitão miêu tả năm 1924.